# Gagea glaucescens
Gagea glaucescens är en liljeväxtart som beskrevs av Igor Germanovich Levichev. Gagea glaucescens ingår i Vårlökssläktet och i familjen liljeväxter. Inga underarter finns listade.